# Severní Korea na Zimních olympijských hrách 1992
Severní Koreu na Zimních olympijských hrách v roce 1992 reprezentuje výprava 20 sportovců (9 mužů a 11 žen) v 5 sportech.

## Medailisté
| Medaile | Jméno        | Sport       | Soutěžc       |
| ------- | ------------ | ----------- | ------------- |
| Bronz   | Hwang Ok-Sil | Short track | Ženy na 500 m |